# ژرژ جی.اف. کوهلر
ژرژ جی. اف. کوهلر (آلمانی: Georges Jean Franz Köhler؛ زاده ۱۷ آوریل ۱۹۴۶ درگذشته ۱ مارس ۱۹۹۵) یک زیست‌شناس اهل آلمان بود.